# Monk's House

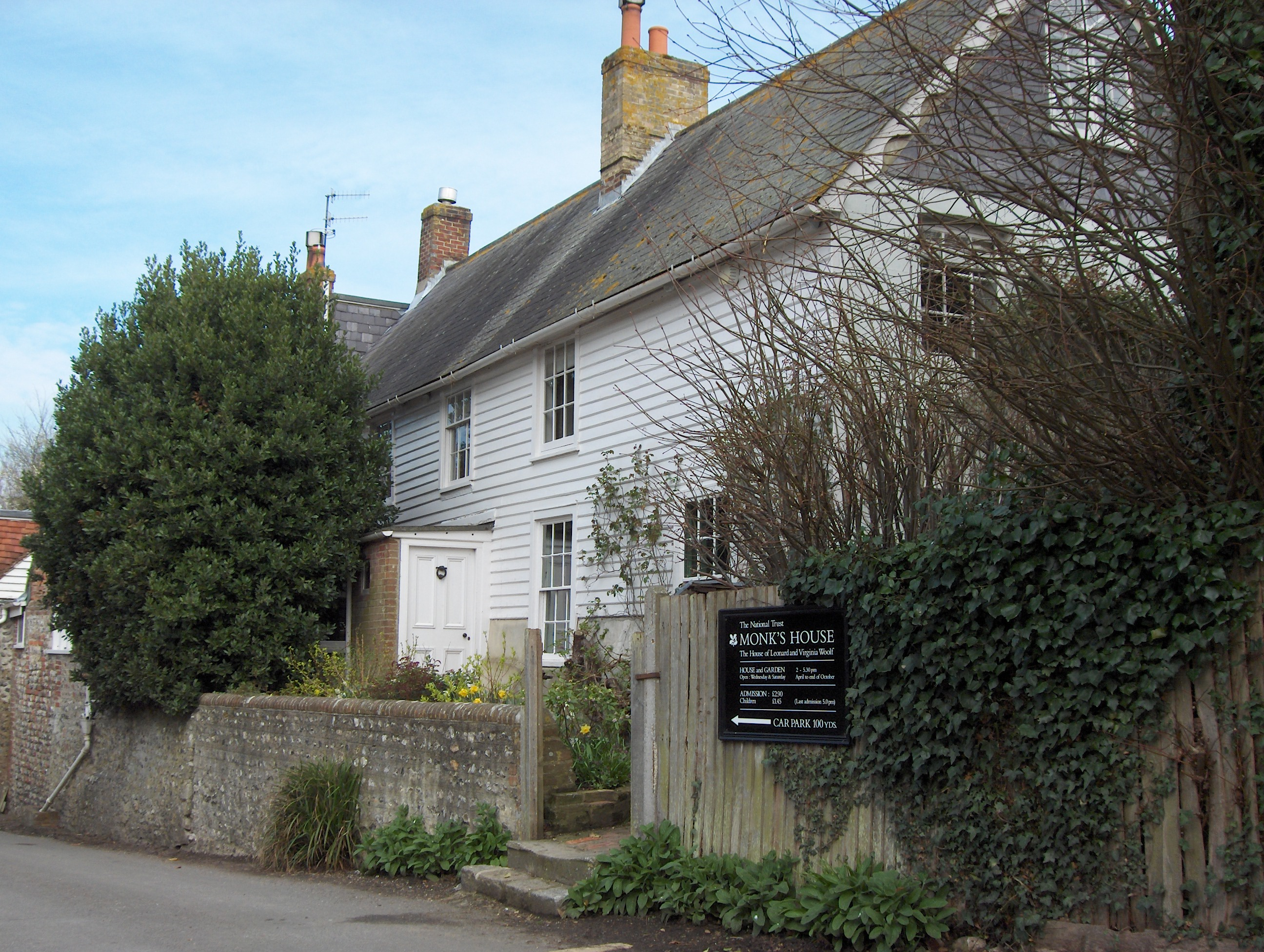
Entrada principal de Monk's house

Monk's House es una casa de madera del siglo XVII situada en el pueblo de Rodmell, a menos de cinco kilómetros de Lewes, Sussex Oriental, Inglaterra. La escritora y activista Virginia Woolf y su marido, el activista político, periodista y editor Leonard Woolf, compraron la casa en 1919 y recibieron allí a lo largo de los años a grandes personalidades relacionadas con el círculo de Bloomsbury, incluyendo a T. S. Eliot, E. M. Forster, Roger Fry y Lytton Strachey.
La hermana de Virginia, la artista Vanessa Bell, vivía desde 1916 muy cerca de allí, en Charleston Farmhouse, en Firle. Las dos casas se convirtieron en centros neurálgicos del círculo de Bloomsbury.

## La vida de Leonard y Virginia Woolf en Monk's House

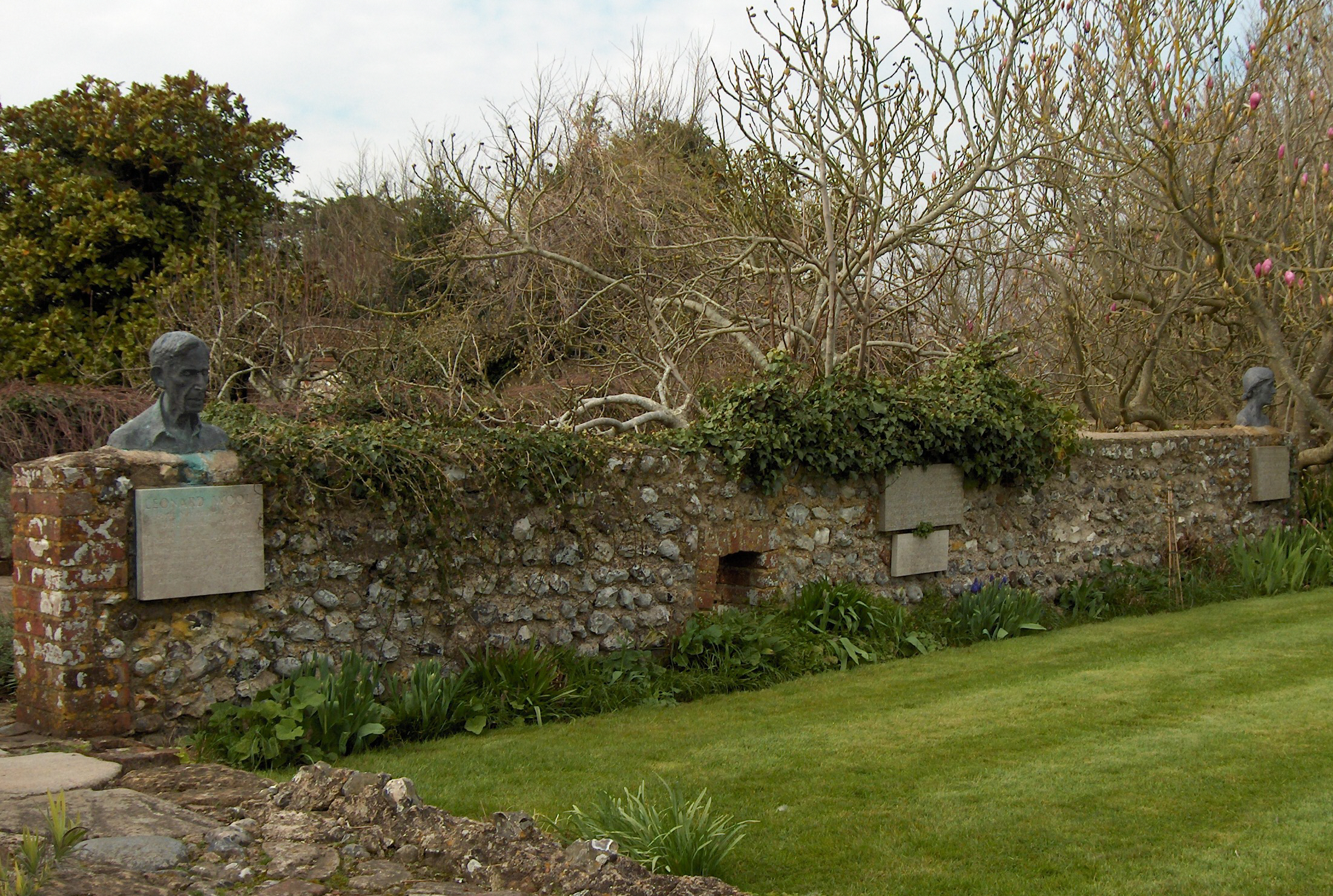
Bustos de Leonard y Virginia Woolf en el jardín de Monk’s House.

Durante los primeros años de los Woolf en Rodmell, Monk's House tenía unas dimensiones discretas, con un jardín de tres cuartos de hectárea, incluyendo un huerto y varias construcciones en condiciones muy primarias. A lo largo de los años, los Woof realizaron muchos cambios, incluyendo mejoras en la cocina, instalación de agua caliente y cuarto de baño con inodoro. En 1929 añadieron dos plantas a la casa. En 1928 compraron el campo adyacente para conservar las fabulosas vistas de los jardines en la dirección de Mount Caburn.
Los Woolf pasaban cada vez más tiempo en Rodmell, hasta que, a partir de 1940, se instalaron allí de forma permanente, después de que su piso en el barrio de Bloomsbury en Londres quedara semidestruido tras un bombardeo. El retiro campestre ofrecía a Virginia un respiro del ajetreo londinense, y en Monk's House, en una pequeña habitación de madera situada al nivel del jardín, fue donde escribió muchas de sus novelas. Su última novela, Entre actos (1941), incluye numerosas referencias a Rodmell y los valores y tradiciones de sus habitantes.
Virginia documentó su vida en Monk's House en numerosas fotografías conservadas en la colección de la casa, entre las cuales se encuentran retratos y fotos de grupo de los ilustres visitantes que pasaron por allí.
En marzo de 1941, Virginia se suicidó lanzándose al río Ouse con los bolsillos llenos de piedras. Leonard siguió viviendo en Monk's House hasta su muerte en 1969 y asumió un papel activo en la vida del pueblo.

## Monk's House en la actualidad
Tras la muerte de Leonard, la casa pasó a manos de su amiga Trekkie Parsons, quien la vendió a la universidad de Sussex en 1972. Posteriormente, Monk's House pasó a formar parte del patrimonio de la Fundación Nacional para los Lugares de Interés Histórico o de Belleza Natural, y en 1980 abrió las puertas como museo. La planta baja, incluyendo el salón, el comedor, la cocina y el dormitorio de Virginia, así como su cuarto de trabajo con vistas hacia Mount Caburn, están abiertos al público.

## Lecturas
Monk's House desempeña un papel importante en la novela histórica Los soldados no lloran (2012), del escritor holandés Rindert Kromhout, inspirada en la vida de Julian y Quentin Bell, sobrinos de Virginia Woolf.